# Medenspiel
Die Medenspiele sind die Mannschafts-Saisonspiele im Tennis der Jugend und Erwachsenen in Deutschland. Sie wurden nach Carl August von der Meden benannt, einem ehemaligen Präsidenten des DTB.

## Geschichte
Die Medenspiele wurden von der Hamburger Tennis-Gilde bereits vor dem Ersten Weltkrieg zu Ehren von Carl August von der Meden ausgetragen. Ursprünglich waren die Medenspiele eine Vereinsmeisterschaft. 1927 wurden sie in eine Meisterschaft der Bezirke umgewandelt, wobei Berlin zunächst mit Rot-Weiß Berlin und dem Berliner Verband zwei Mannschaften aufstellen durfte. Nach der Machtübernahme der Nationalsozialisten traten ab 1934 Gaue an die Stelle der Bezirke. Seit 1948 werden die Medenspiele als Meisterschaften der Landesverbände ausgetragen, die heute Große Meden-Spiele genannt und gemeinsam mit ihrem Gegenstück bei den Damen, den Großen Poensgen-Spielen, ausgetragen werden. Als Medenspiele werden dagegen die Mannschafts-Saisonspiele aller Altersklassen und Geschlechter auf Vereinsebene bezeichnet.

## Ligen
Die Ligahierarchie geht von der 1. Bundesliga (Bundesebene) über die Verbandsebene hin zur Bezirks- bzw. Kreisebene. Die Medenspiele (Spiele der Erwachsenen) werden in den einzelnen Verbänden ausgetragen. Die Verbände sind wiederum in einzelne Bezirke aufgeteilt. Die Austragungsregeln für die Medenspiele werden in einer Wettspielordnung festgelegt.

## Aufstellung
Bei einem Medenspiel werden neun (6er-Mannschaft) oder sechs Punkte (4er-Mannschaft) ausgespielt. Die Spieler einer Mannschaft werden von 1 bis 6 bzw. von 1 bis 4 durchgezählt. Die Position (Mannschaftsaufstellung) ergibt sich aus der Leistungsklasse und steht vor Beginn einer Saison bereits fest.

## Ablauf
Es werden sechs bzw. vier Einzelspiele ausgespielt, in welchen der erste Spieler der einen Mannschaft gegen den ersten der anderen Mannschaft antritt usw.
Im Anschluss werden drei bzw. zwei Doppel gespielt, die ebenfalls durchnummeriert sind. Zu den Doppeln können Spieler ausgewechselt werden, weshalb ein Team bei einem Wettkampf bis zu 12 bzw. 8 Spieler einsetzen kann. Die Reihenfolge bestimmt die Summe der Platzierungen der zwei Spieler. Das erste Doppel spielt gegen das erste Doppel usw.
Für jedes gewonnene Match gibt es einen Punkt. Die Mannschaft mit den meisten Punkten hat gewonnen.
Bei 4er-Mannschaften entscheidet bei einem 3:3, welches Team mehr Sätze gewonnen hat. Bei erneutem Gleichstand die gewonnenen Spiele und bei erneutem Gleichstand gewinnt das Team, welches das erste Doppel gewonnen hat.

## Zeitraum
Die Spiele im Sommer finden in der Regel in der Zeit von Mai bis Juli auf Außenplätzen statt. Eine Gruppe besteht dabei normalerweise aus sechs bis acht Teams, die gegeneinander (jeder gegen jeden) antreten. Es findet in der Regel nur jeweils ein Spiel zwischen zwei Mannschaften statt, es gibt also keine Hin- und Rückrunde.
Einige Verbände bzw. Bezirke organisieren neben dieser Sommerrunde auch eine Winterrunde, die ausschließlich in Tennishallen gespielt wird.

## Altersklassen
Die Medenspiele werden in vielen verschiedenen Altersklassen ausgespielt. Bei den Erwachsenen gibt es einerseits die offene Altersklasse der Aktiven, an der sich alle Jahrgänge beteiligen können (auch Jugendliche von zwölf Jahren an sind zugelassen). Andererseits gibt es zahlreiche Altersklassen für ältere Spieler, die erste dieser Klassen ist die der über 30-Jährigen. Danach reihen sich die Klassen in 10-Jahresschritten bis zu den über 50-Jährigen. Von da an werden in den meisten Verbänden Altersklassen in 5-Jahresschritten angeboten. Die ältesten Klassen, die derzeit angeboten werden, sind die der über 80-Jährigen.
Die Jugendklassen umfassen klassisch fünf Altersklassen: Kleinfeld (Trennung zwischen den Altersklassen U8 und U9), Midcourt(U10), Bambini (gewöhnlich gemischte Klasse für Jungen und Mädchen der Altersklasse U12), Knaben und Mädchen (jeweils U15) und Junioren und Juniorinnen (U18).
In den letzten Jahren sind im Zuge der Bemühungen, die Kinder früher zum Tennissport zu bringen, vielerorts zusätzliche Altersklassen für U10 und vereinzelt auch U8 dazugekommen, die ihre Wettbewerbe allerdings gewöhnlich nicht über das normale Tennisfeld, sondern über ein stark verkleinertes Tennisfeld, genannt Kleinfeldtennis austragen.

## Gewichtung der Doppel
In den letzten Jahren gibt es immer mehr Bestrebungen, den Doppeln eine höhere Bedeutung beizumessen, da es immer wieder vorkommt, dass schon bei einem Spielstand von 4:2 (natürlich erst recht bei einem 5:1 oder 6:0) nach den Einzeln die Doppel nicht mehr gespielt werden, weil die zurückliegende Mannschaft keine Chance mehr sieht, die Begegnung noch zu gewinnen. Die Doppel werden dann meist durch „verletzungsbedingte“ Aufgabe „aufgeteilt“, so dass sich in der Regel ein Endergebnis von 6:3 (bei 4:2 nach den Einzeln) ergibt.
In den verschiedenen Verbänden werden zur Vermeidung dieser Unsportlichkeit unterschiedliche Strategien gewählt:
- Im Tennisverband Mittelrhein gibt es Spielgruppen, in denen die Doppel eine höhere Bedeutung erhalten sollen, indem sie vor den Einzeln ausgetragen werden.

- Im Tennisverband Niederrhein wurden von 2005 bis 2007 3:0 Punkte für einen 9:0-, 8:1- oder 7:2-Sieg vergeben, bei einem Stand von 6:3 oder 5:4 jedoch 2:1 Punkte.

- Im Tennisverband Rheinland-Pfalz, im Saarländischen Tennisbund und seit 2014 auch im Bayerischen Tennis-Verband gibt es für ein gewonnenes Einzel zwei, für ein gewonnenes Doppel jedoch drei Punkte.[4][5] Somit ergibt sich bei einem Stand von einem gewonnenen zu fünf verlorenen Einzeln ein Punktestand von 2:10, welcher durch den Gewinn aller Doppel noch aufgeholt werden kann. Bei einem Spielstand von 2:4 (Einzel) benötigt man jedoch weiterhin ebenfalls alle drei Doppel.